# ويليام ويستكوت
ويليام ويستكوت (بالإنجليزية: William Westcott)‏ هو ضابط أمريكي، ولد في 1 سبتمبر 1922 في ميلواكي في الولايات المتحدة، وتوفي في 25 فبراير 2016.